# روبل أرمني
روبل أرمني  هي العملة المستقلة لجمهورية أرمينيا (1918-1920) وجمهورية أرمينيا الاشتراكية السوفيتية بين عامي 1919 و1923. حل الروبل الأرميني محل الروبل القوقازي، واستعيض عنه أيضا بالروبل القوقازي الثاني بعدما أصبحت أرمينيا جزء من جمهورية ما وراء القوقاز السوفيتية الاشتراكية. لم تصدر أي تقسيمات فرعيه للروبل الأرمني وكانت العملة موجودة فقط كأوراق نقديه.

## الأوراق النقدية
أصدرت جمهورية أرمينيا الاشتراكية السوفيتية شيكات مؤقتة من فئة 5، 10، 25، 50، 100، 250، 500، 1000، 5000 و 10,000 روبل. كان معظمها مطبوعا بشكل رديء بعض الشيء مع كتابات روسية.
ومع ذلك، طبعت ثلاث أوراق نقديه فعليه من فئة 50، 100 و 250 روبل في المملكة المتحدة من قبل شركه ووترلو وأولاده المحدودة. وصممت هذه الرسومات من قبل الفنانين ارشاك فيتفجاين وهاكب كوجويان. وزخرفت بالكتابات الأرمنية والفرنسية والروسية.